# Ключ 169

Написання спрощеної форми 门

Ключ 169 (門部), що означає «ворота» або «двері», є одним із 9 ключів Кансі (загалом 214 ключів), що складається з 8 рисок.
У Словнику Кансі 246 символів з 49 030 використовують цей ключ.
门, це спрощена форма 門, це 47-ий індексувальний компонент у Таблиці Індексування Компонентів Китайських Ієрогліфів, що використовується переважно в словниках випущених у континентальному Китаї, традиційна форма 門 вважається пов'язаним елементом.
Це один із Кьоїку кандзі, які вивчають у початковій школі Японії. Цей кандзі другого класу. 
У Юнікоді ієрогліф цього ключа має номер U+9580, а сам ключ U+2FA8. 

## Еволюція

Ієрогліф написаний письмом Цзяґувень
Ієрогліф написаний письмом Цзіньвень
Ієрогліф написаний письмом Чжуаньшу
Ієрогліф написаний письмом Сяочжуань

| Риски | Ієрогліфи (門)                            | Ієрогліфи (门)                |
| ----- | ----------------------------------------- | ----------------------------- |
| +0    | 門                                        | 门                            |
| +1    | 閁 閂                                     | 闩                            |
| +2    | 閃 閄 閅                                  | 闪                            |
| +3    | 閆 閇 閈 閉 閊                            | 闫 闬 闭 问 闯                |
| +4    | 開 閌 閍 閎 閏 閐 閒 間 閔 閕 閖 閗       | 闰 闱 闲 闳 间 闵 闶 闷       |
| +5    | 閘 閙 鬧 閚 閛 閜 閝 閞 閟 閠             | 闸 闹                         |
| +6    | 閡 関 關 閣 閤 閥 閦 閧 閨 閩 閪          | 闺 闻 闼 闽 闾 闿 阀 阁 阂    |
| +7    | 閫 閬 閭 閮 閯 閰 閱 閲 閳 閴             | 阃 阄 阅 阆                   |
| +8    | 閵 閶 閸 閹 閺 閻 閼 閽 閾 閿 闀 闁 闂    | 阇 阈 阉 阊 阋 阌 阍 阎 阏 阐 |
| +9    | 閷 闃 闄 闅 闆 闇 闈 闉 闊 闋 闌 闍 闎 闏 | 阑 阒 阓 阔 阕                |
| +10   | 闐 闑 闒 闓 闔 闕 闖 闗 闘                | 阖 阗 阘 阙                   |
| +11   | 闙 闚 闛 關 闝 阚                         |                               |
| +12   | 闞 闟 闠 闡                               |                               |
| +13   | 闢 闣闤 闥 闦                             |                               |
| +14   | 闧                                        |                               |

## Зовнішні посилання
- База даних Unihan - U+9580